# 수리할 권리
수리할 권리, 수리 권리 또는 수리권(right to repair)은 기기, 장비의 소유자가 자동차, 전자제품, 농기계 등 제품을 자유롭게 개조하고 수리할 수 있는 법적 권리이다. 이 권리는 제조업체의 유지 관리 서비스만 사용해야 한다는 요구 사항, 도구 및 구성 요소에 대한 접근 제한, 소프트웨어 장벽과 같은 제한 사항에 반대된다.
소유자 수리에 장애가 되면 소비자 비용이 높아지거나 소비자가 수리 대신 일회용 장치를 사용하게 될 수 있다. 전 세계 커뮤니티는 폐기물 양, 특히 전자 쓰레기의 양이 증가하는 것에 대해 우려하고 있는 반면, 수리할 권리에 대한 논쟁은 미국, 인도 및 유럽 연합을 중심으로 이루어졌다. 수리할 권리는 수리할 권리를 보호하는 법률을 제정하도록 정부에 압력을 가하는 시민의 사회적 운동을 의미할 수도 있다.
소비재 외에도 의료 장비 수리 접근은 2020년 코로나19 범유행이 시작되면서 병원이 일부 중요 수요가 높은 의료 장비, 특히 인공호흡기에 대한 유지 관리를 받는 데 어려움을 겪었을 때 뉴스를 만들었다.

## 같이 보기
- DIY
- 역컴파일러
- 패치 (컴퓨팅)
- 역공학
- 오픈 소스 모델
- 비공식 패치